# Lawrence Andreasen
Lawrence Andreasen (n. 13 noiembrie 1945, Long Beach, California, SUA – d. 26 octombrie 1990, Los Angeles, California, SUA) a fost un săritor în apă ce a reprezentat Statele Unite ale Americii, medaliat olimpic. A participat la o ediție a Jocurilor Olimpice (1964) în care a câștigat o medalie de bronz.

## Participări
Lista de mai jos prezintă principalele competiții la care a participat Lawrence Andreasen de-a lungul carierei.
- diving at the 1964 Summer Olympics – men's 3 metre springboard[*]